# Деніел Канеман
Даніель Канеман (5 березня 1934, Тель-Авів — 27 березня 2024) — американський та ізраїльський психолог. Лауреат Нобелівської премії з економіки 2002 року разом з Верноном Смітом за дослідження теорії перспективи.
Відомий своїми працями з когнітивної психології, теорії прийняття рішень та поведінкової економіки. Його емпіричні дослідження спростовують ті припущення про людську раціональність, які довгий час лежали в основі соціологічної теорії Чиказької школи та вільних, ринково орієнтованих економік. Разом з Амосом Тверські заклав основи для розуміння загальнолюдських помилок, які виникають через стереотипи та упередження, і розвинув теорію перспектив.
У 2011 році увійшов до списку провідних світових мислителів за версією журналу «Foreign Policy». У тому ж році була опублікована і стала світовим бестселером його книга Мислення швидке й повільне, у якій він коротко виклав суть свого дослідження.
Був почесним професором психології та зв'язків з громадськістю Принстонського університету школи Вудро Вільсона, а також партнером-засновником TGG групи — консалтингової компанії з бізнесу та доброчинності.
У 2015 році журнал Економіст назвав його одним з семи найвпливовіших економістів світу.

## Біографія
Даніель Канеман народився в Тель-Авіві в 1934 році, де його мати Рахель перебувала певний час. Він провів свої дитячі роки в Парижі, Франція, куди батьки емігрували з Литви на початку 1920-х років. Канеман і його родина жили в Парижі на момент його окупації нацистською Німеччиною в 1940 році. Його батька заарештували під час першої великої облави на євреїв Франції, але він був звільнений через шість тижнів на вимогу свого роботодавця.:52 Сім'я переховувалась до самого кінця війни, змогли вижити всі, окрім батька Канемана, який загинув через цукровий діабет у 1944 році. Даніель Канеман разом з сім'єю переїхав до Палестини, підмандатної на той час Британії, у 1948 році, прямо перед становленням держави Ізраїль.

Канеман згадує момент зі свого життя в окупованій нацистами Франції, яким часто пояснює, чому він вирішив працювати у сфері психології: 
Це було десь наприкінці 1941, чи на початку 1942. Євреї були зобов'язані носити Зірку Давида і для них була введена комендантська година після 6-ї вечора. Загравшись з другом, я повертався занадто пізно. Коли я йшов порожньою вулицею, одягнувши светр навиворіт, то побачив німецького солдата, що йшов мені назустріч. На ньому була одна з тих чорних військових форм, яку мені заповідали боятися понад усе — форма «есесівця». Коли ми порівнялись, я пришвидшив свій крок і помітив, що він на мене пильно дивиться. Потім він підкликав мене до себе, взяв на руки і обійняв. Я боявся, що він помітить зірку на моєму светрі. Він говорив мені щось схвильовано по-німецьки. Опустивши мене на землю, він відкрив свій гаманець, показав мені фото хлопчика, і дав трохи грошей. Я пішов додому з повною впевненістю в тому, що моя мати була права: людська сутність є невимовно складним і цікавим явищем. (Канеман, 2003) 
Канеман отримав ступінь бакалавра наук в області психології і математики в Єврейському університеті в Єрусалимі у 1954 році. Після цього він служив, як військовий психолог Армії оборони Ізраїлю. Одним з його обов'язків було оцінювання кандидатів на професійну здатність для навчання в школі офіцерів, а також розробка тестів і вимірів для цієї мети. У 1958 році Деніел переїхав до Сполучених Штатів для здобуття наукового ступеня доктора психологічних наук у Каліфорнійському університеті, Берклі.
В його дисертації (1961 р.) розглядались відносини між залежними в семантичному диференціалі та «дозволила мені займатися двома моїми улюбленими заняттями: аналізом складних кореляційних структур і програмуванням на ФОРТРАНі», як він потім згадував.

### Академічна кар'єра

#### Когнітивна психологія
Канеман почав свою академічну кар'єру як викладач психології в Єврейському університеті в Єрусалимі в 1961 році, де він згодом був призначений на посаду старшого викладача в 1966 році. Його ранні роботи пов'язані з проблематикою візуального сприйняття і увагою. Наприклад, його перша публікація в престижному журналі Science мала назву "Залежність між діаметром зіниці ока і обсягом пам'яті" (Канеман, Бітті, 1966). Протягом цього періоду, Канеман був запрошеним вченим в Університеті штату Мічиган (1965—1966) і прикладної психології науково-дослідного відділу в Кембриджі(1968/1969, літо). Він був науковим співробітником Центру когнітивних досліджень і викладачем з психології в Гарвардському університеті в 1966—1967 роках.

#### Судження і прийняття рішень
Цей період знаменує початок тривалої співпраці Канемана з Амосом Тверські. Разом Канеман і Тверські опублікували серію основних статей, переважно в галузі обмірковування і прийняття рішень, що привело до публікації їх теорії перспективи в 1979 році. Канеман був нагороджений премією імені Нобеля з економіки в 2002 році за роботи з теорії перспектив.
У своїй нобелівській біографії, Канеман стверджує, що його співпраця з Тверські почалася після того, як Канеман запросив того прочитати лекцію на одному з семінарів в Єврейському університеті в 1968 або 1969 році. Свою першу спільно написану працю, «Віра в закон малих чисел», науковці опублікували в 1971 році. Вони опублікували також сім статей у наукових журналах в період 1971—1979 років. Крім «теорії перспектив», найвагомішою з-поміж цих статей стала робота «Судження в умовах невизначеності: евристика й упередження», яка була опублікована в престижному журналі Science і вводила у науковий дискурс поняття якорування.
Канеман залишив Єврейський університет в 1978 році, щоб зайняти посаду професора в Університеті Британської Колумбії. Цей крок практично ніяк не позначився на його співпраці з Тверські, Тверські перейшов до Стенфордського університету в тому ж році.

#### Поведінкова економіка
Канеман і Тверські обидва працювали науковими співробітниками Центру перспективних досліджень в галузі поведінкових наук в Стенфордському університеті в 1977—1978 академічному році. Молодий економіст Річард Талер був запрошеним професором в Стенфордській філії Національного бюро економічних досліджень в цьому ж році. За Канеманом, «[Талер і я] скоро потоваришували, і відтоді значно вплинули на спосіб думок один одного». Спираючись на дослідження Канемана і Тверські, Талер опублікував роботу «До позитивної теорії споживчого вибору» в 1980 році, яку Канеман згодом назвав «основоположною працею з поведінкової економіки».
Канеман і Тверські і взяли активну участь у розробці нового підходу до економічної теорії, однак з цього часу науковці все менше працюють над спільними проектами. Вони будуть продовжувати публікувати певні праці разом до кінця життя, але період, коли Канеман працював майже винятково з Тверські закінчився в 1983 році — тоді він опублікував дві статті з Енн Трейсмен, яка стала його дружиною у 1978 році.

#### Гедоністична психологія
У 1990-х роках фокус дослідження Канемана почав поступово переходити до сфери «гедоністичної психології». Згідно з Канеманом і його колегами, «гедоністична психологія — це вивчення того, що робить досвід і життя взагалі приємними чи неприємними. Це пов'язано з відчуттям задоволення і болю, інтересу й нудьги, радості й печалі, і задоволеності і незадоволеності. Вона також стосується цілої низки обставин, від біологічних до соціальних, від окремих моментів страждання і насолоди».
Важко точно визначити, коли дослідження Канемана почали зосереджуватися на гедонізмі, хоча, швидше за все, такий інтерес був зумовлений його роботою у сфері економічного поняття корисності. Продовжуючи вивчати теорію прийняття рішень, Канеман все ж більше уваги приділяє гедоністичній психології, що призвело до його спільної праці з Едом Дінером і Норбертом Шварцем.
Разом з Девідом Шкедом Канеман розробив поняття якорування, щоб пояснити, зокрема помилки людей при оцінці впливу різних сценаріїв розвитку на добробут у майбутньому (також відомі як афективне прогнозування, дослідженням якого згодом займався Деніел Гілберт). Певна «ілюзія» створюється тоді, коли люди переоцінюють значення впливу одного конкретного фактора на їх добробут, в той же час відкидаючи можливість існування численних інших факторів, які в більшості випадків мають значно більший вплив. Хорошим прикладом можуть служити написана Канеманом і Шкедом в 1998 році робота «Чи життя в Каліфорнії зробить людей щасливими? Якорування при оцінці рівня задоволеності життям». Згідно з цим дослідженням студенти на Середньому Заході США і в Каліфорнії мають однакові показники рівня задоволеності життям, але жителі Середнього Заходу думали, що їх каліфорнійські колеги є щасливішими.

### Викладання
Канеман був старшим науковим співробітником і заслуженим викладачем Принстонського університету та Школи громадських та міжнародних відносин імені Вудро Вільсона. Окрім того, був співробітником Єврейського університету та старшим науковим співробітником Інституту Ґеллапа.

### Особисте життя
Канеман був одружений зі знаменитою психологинею Енн Трісман з 1978 року до її смерті у 2018. З 2014 року вони жили у Берклі, штат Каліфорнія. Канеман був описаний як єврейський атеїст.

## Нагороди та визнання
- У 2002 році Канеман отримав Нобелівську премію з економіки.
- Канеман разом із Тверські отримали у 2003 році премію з психології Університету Луїсвілля Грашмена.[25]
- У 2007 році Даніель був номінований Американською психологічною асоціацією на премію «За видатні внески до психології».[26]
- 6 листопада 2009 року Канеман отримав звання почесного доктора факультету економіки в Університеті Еразма в Роттердамі, Нідерланди. У своїй інавгураційній промові Канеман сказав: «Проживши довгий час, помічаєш, що неможливе таки може стати реальністю». Він мав на увазі те, що, коли починав свої дослідження, навіть не сподівався, що стане видатним економістом.[27]
- У 2011 і 2012 роках Канемана ввійшов до списку Bloomberg «50 найвпливовіших людей у сфері світових фінансів».[28]
- 9 листопада 2011 року науковець був нагороджений премією імені Т. Парсонса в Американській академії мистецтв і наук.[29]
- Книга «Мислення швидке й повільне» стала переможцем книжкової премії за версією Los Angeles Times.[30]
- У 2012 році книга «Мислення швидке й повільне» була нагороджена премією Communication Award Національної академії наук за найкращу книгу, що була опублікована в 2011 році.[31]
- У 2012 році Канеман був прийнятий до Королівської академії іспанської мови (Економічні та фінансові науки).[32]
- 8 серпня 2013 року, президент США Барак Обама оголосив, що Деніел Канеман нагороджується Президентською медаллю Свободи.[33]
- 1 червня 2015 він став почесним доктором факультету мистецтв університету Макгілла у Монреалі.[34]

## Винайдені Канеманом поняття та феномени
- Якорування
- Заміна атрибуту
- Евристика доступності
- Омана базового відсотку

- Когнітивне упередження
- Омана поєднання
- Гра "диктатор"
- Помилка "Обдурені випадковістю"
- Фреймінг
- Неприйняття втрат
- Упередження через надмірний оптимізм
- Правило піку та кінця
- Омана планування
- Теорія перспектив
- Кумулятивна теорія перспектив
- Прогнозування на основі порівняння
- Евристика репрезентативності
- Евристика симуляції
- Упередження статусу-кво

## Опубліковані роботи
Нижче наводиться частковий список публікацій.

### Документи
- Канеман, D.; Бітті, J. (1966). «Діаметр зіниці і навантаження на пам'ять». Наука 154 (3 756): 1583—1585 DOI: 10.1126 / science.154.3756.1583. PMID  5924930 .
- Тверскі,.; Канеман, Д. (1971). «Віра в закон малих чисел». Psychological Bulletin 76 (2) :. 105—110 DOI: 10,1037

/ h0031322 .
- Канеман, D.; Тверскі А. (1972). «Суб'єктивна ймовірність: суд репрезентативності». Когнітивна психологія 3 (3): 430—454 DOI: 10,1016 / 0010-0285 (72) 90016-3 .
- Канеман, Д. (1973). Увага і зусилля. Englewood Cliffs, NJ: Prentice-Hall.
- Канеман, D.; Тверскі А. (1973). «На психології прогнозування». Psychological Review 80 (4): 237—251 DOI: 10,1037

/ h0034747 .
- Тверскі,.; Канеман, Д. (1973). «Наявність: евристичний для оцінки частоти та ймовірності». Когнітивна психологія 5 (2): 207—232 DOI: 10,1016 / 0010-0285 (73) 90033-9 .
- Тверскі,.; Канеман, Д. (1974). «Рішення в умовах невизначеності: евристика і забобони»,. Наука 185 (4157): 1124—1131. ДОІ: 10.1126 / science.185.4157.1124. PMID  17835457 .
- Канеман, D.; Тверський, А. (1979). «Теорія перспективи: аналіз рішень в умовах ризику». Економетрика 47 (2) :. 263—291 ДОІ: 10,2307

/ 1914185. JSTOR 1914185.
- Канеман, D.; Тверський, А. (1979). «Теорія перспективи: аналіз рішень в умовах ризику». Економетрика47 (2) :. 313—327 ДОІ: 10,2307

/ 1914185 
- Тверскі,.;. Канеман, Д. (1981) «з каркасної рішень і психологія вибору». Наука 211 (4481): 453—458. ДОІ: 10.1126 / science.7455683. ПМІД7455683 .
- Канеман, D.; Тверський, А. (1984). «Вибір, цінності та кадри». Американський психолог 39 (4) :. 341—350 ДОІ: 10,1037

/ 0003-066X.39.4.341 .
- Канеман, D.; Міллер, DT (1986). «Теорія Норма: Порівняння реальність його альтернатив». Psychological Review 93 (2) :. 136—153 DOI: 10,1037 / 0033-295X.93.2.136 .
- Канеман, D.; Кнеч, JL; Талер, RH (1990). «Експериментальні випробування ефекті вкладів і теорема Коуза». Журнал політичної економії 98 (6) :. 1325—1348 DOI: 10,1086 / 261737 .
- Фредріксон, BL; Канеман, Д. (1993). «Тривалість зневага ретроспективних оцінок афективних епізодів». Журнал Особистість і соціальна психологія 65 (1) :. 45-55 DOI: 10,1037 / 0022-3514.65.1.45. PMID  8355141 .
- Канеман, D.; Ловалло, D. (1993). «Боязкі вибори і сміливі прогнози: пізнавальна перспектива на ризиковане». Наука управління 39:. 17-31 DOI: 10,1287 / mnsc.39.1.17 .
- Канеман, D.; Тверскі А. (1996). «Насправді пізнавальних ілюзій». Psychological Review 103 (3): 582—591. DOI: 10,1037 / 0033-295X.103.3.582. PMID  8759048 .
- Schkade, DA; Канеман, Д. (1998). «Чи є живе в Каліфорнії зробити людей щасливими фокусування ілюзія в судженнях задоволеності життям?». Psychological Science 9 (5) :. 340—346 DOI:10.1111 / 1467-9280.00066 .
- Канеман Д., Дінер, E., & Schwarz, Н. (ред.).. (1999) Благополуччя: Основи гедоністичної психології. Нью-Йорк: Фонд Расселл Сейдж.
- Канеман, Д. (2003). «Погляд на рішення і вибору: Відображення обмежена раціональність». Американський психолог 58 (9): 697—720. DOI: 10,1037 / 0003-066X.58.9.697. PMID  14584987 .
- Канеман, D.; Крюгер,.; Schkade, D.; Schwarz, N.;. Камінь, A. (2006) «Ви були б щасливішими, якщо б ви були багатшими

фокусування ілюзія?». Наука 312 (5782) :. 1908-10 DOI: 10.1126 / science.1129688. PMID  16809528 .
- Канеман, Д. (2003). Карти обмеженої раціональності: погляд на інтуїтивне судження і вибору. У Т. Frangsmyr (ред.), Les

Prix Nobel 2002 [Нобелівські премії 2002]. Стокгольм, Швеція: Almquist і Wiksell International. Зверніть увагу, що ця глава складається з двох розділів: перший є автобіографія (з хвалебною промовою Амоса Тверскі) і другий стенограма своїй Нобелівській лекції, що і назва відноситься. Автобіографічна частина була перевидана як: Канеман, Д. (2007). Деніел Канеман. У Г. Lindzey & WM Раньян (ред.), Історії
психології в автобіографії, том IX (стор. 155—197). Washington, DC: Американська психологічна асоціація. Вона також доступна на вебсайті Нобелівської премії .
- Професор Пол Блум Єльського університету 2008, Yale відкритий курс, Введення в психологію, лекція 10 Стенограма

### Книги
- Канеман, Д. (2011) Мислення швидке й повільне, Фаррар, Страус і Жиру, ISBN 978-0374275631. (Відгук від Freeman Dyson в Нью-Йорк рев'ю оф букс , 22 грудня 2011 року, стор. 40-44.)
- Канеман, Деніел Мислення швидке й повільне / пер. з англ. Максим Яковлєв. — К.: Наш Формат, 2017. — 480 с. — ISBN 978-617-7279-18-0
- Канеман Д., Тверскі і А. (ред.) (2000) Вибір, цінності та фрейми. Нью-Йорк: Cambridge University Press.
- Канеман Д., Slovic, П. , і Тверскі А. (1982) Судний в умовах невизначеності: евристики і упереджень. Нью-Йорк: Cambridge University Press.
- Канеман, Деніел, Кас Санстейн, Олів'є Сібоні «Шум. Хибність людських суджень» / пер. з англ. Василь Старко, Наталія Старко. — К.: Наш Формат, 2022. — 300 с. — ISBN 978-617-7863-57-0

## Інтерв'ю
- "Чи можемо ми довіряти нашій інтуїції? в Alex Voorhoeve Бесіди про етики. Oxford University Press, 2009. ISBN 978-0-19-921537-9 (переглядів обговорює Канеман про надійність моральних інтуїцій [варіант суджень] та актуальності його роботи в пошуках «рефлексивного рівноваги» У моральної філософії).

Інтерв'ю на радіо
- Все на увазі, ABC, Австралія (2003)
- Все на увазі, BBC, Велика Британія (2011)

Онлайн інтерв'ю
- Мислення про мислення — інтерв'ю з Даніелем Канеман (2011)

Телевізійні інтерв'ю
- Як ви реально заробити Рішення — Horizon (BBC серіал) — серія 2013—2014 № 9

## Зовнішні посилання
- Офіційний сайт (у Принстоні)
- Резюме Канемана (2011)
- Роботи або про Деніел Канеман в бібліотеках ( WorldCat каталог)
- Карти обмеженої раціональності 2002 лекції в NobelPrize.org
- Профіль і документи на науково-дослідних робіт у галузі економіки (RePEc)
- Лекція на тему «Загадка досвіду проти пам'яті» на TED, лютий 2010
- Теллер використовує швидкий мислення
- Т. Парсонс церемонії нагородження та адреса: дві системи Розуму
- Огляд: Мислення, швидкий і повільний Даніель Канеман
- 2012 Singularity Summit Q & з Канеман на Fora.tv
- Деніел Канеман (1934-). Короткий Енциклопедія Економіка. Бібліотека Економіки та Свободи (2-е вид.) ( Liberty Fund ). 2008.